# 林原自然科学博物館
林原自然科学博物館（はやしばらしぜんかがくはくぶつかん）は、岡山県岡山市北区に存在した、林原（現・ナガセヴィータ）が運営していた博物館。
「生物の歴史から人間を考える」というスローガンの下、モンゴルのゴビ砂漠の恐竜化石をはじめとする古生物学を主軸に事業を展開し、日本の古生物学研究の中核を担った。2015年に解散、事業は岡山理科大学に移管し、跡地にはイオンモール岡山が建設された。

## 事業内容
「生物の歴史から人間を考える」という目標の下 で古生物学分野の研究を行っており、モンゴル古生物研究所の設備と人材育成に協力し、モンゴル科学アカデミーと共同でのゴビ砂漠における恐竜化石発掘調査 や、モンゴル産古脊椎動物標本の日本国内での研究を行っていた。具体的な研究成果としては植物食性恐竜の営巣行動、大型獣脚類の個体発生、オルニトミムス科をはじめとした非鳥類型獣脚類の姿勢の解明、ハドロサウルス上科の恐竜ゴビハドロスの発見 などが挙げられる。また、2006年に始められた丹波竜（タンバティタニス）の発掘では同館が発掘の技術指導や技術移転を担当した。
約20年間の運営の間に博物館に収蔵された標本数は約1万点におよんだ。2011年に日本古生物学会の当時会長であった加瀬友喜は2001年に記載されたヘスペロサウルスのタイプ標本が特に保存すべきものの筆頭であると主張し、同館が脊椎動物化石研究の重要拠点であると述べた。
また、古生物学以外の学問分野においては京都大学霊長類研究所と連携した行動生物学や脳科学の分野の研究も行われていた。

### ダイノソアファクトリー
2002年9月、東京都江東区有明に松下電器産業（現パナソニック）と共同で、ゴビ砂漠で発掘した恐竜化石を展示するダイノソアファクトリーを設立した。東京臨海副都心での恐竜の展示としては、当時日本最大規模であった。
ダイナソアファクトリーはユビキタス社会の到来を踏まえ、当時は新技術であったBluetoothや携帯情報端末FACTスコープおよびインターネットを活用した博物館としては日本で第1号の実証施設であり、出入り口で渡される端末により音声と画像で展示内容の情報を得られた。その代わり展示物の解説パネルは館内に存在せず、来館者が自発的にFACTスコープをアクセスポイントに当てるまたはスタッフに尋ねるといったアクションを通して学習することが意図されていた。また、公式webサイト中の個人ページで自宅や学校での反復学習の機会が用意されていた。
また、展示内容は単なる標本の展示に留まらず、来館者が発掘・研究・収蔵の様子を見られるようになっていた。展示に至るまでの過程を来館者に対し可視化するスタイルは、ダイノソアファクトリーの後の巡回展にも受け継がれた。

## 略歴

### 発足と事業展開
石井健一と石垣忍が「アイデアから始まる新しい博物館」を作ることを志して進めていた博物館の建設プロジェクトに林原グループが文化支援活動の一環として出資し、1992年に準備室が設立。同年にモンゴル古生物研究所とのゴビ砂漠での共同調査が始動した。2002年9月に松下電器産業（現パナソニック）と共同で東京都江東区にダイノソアファクトリーを開催し、情報システムを活用した新しい恐竜展示として運営した後、2006年5月14日に終了した。また、同時期に自然科学博物館準備室は株式会社として独立し、JR岡山駅の南に面する林原の所有地に2010年前後の開館が予定されていた。
ダイノソアファクトリーでのノウハウを活かし、2007年からは全国で巡回展を開催し、約200万人の来館者を動員した。さらに2008年から2011年にかけては鳥取県・岡山県・栃木県  など国内外各地で開催された企画展『ようこそ恐竜ラボへ!』の特別協力、2011年から2012年にかけては鳥取県立博物館・大阪市立自然史博物館・岡山シティミュージアム・名古屋市科学館で開催された企画展『OCEAN! 海はモンスターでいっぱい』の主催を担当した。2013年10月から2014年2月まで国立科学博物館で開催された企画展『大恐竜展 ゴビ砂漠の驚異』や、2014年3月から6月の名古屋市科学館『発掘! モンゴル大恐竜展』でも特別協力を担当し、モンゴル科学アカデミーとの共同研究の成果が下敷きとなった。

### 林原の経営破綻と解散
しかし親会社である林原が2011年に経営破綻に陥いると会社更生の手続きが始まり、同館は古生物研究事業の見直しを余儀なくされることとなった。2012年1月には岡山県瀬戸内市の錦海塩田跡地付近の廃工場に標本の保管場所を移転した。
同館の事業継続が困難になったことは日本古生物学会・日本地質学会・国際古脊椎動物学会・全国科学博物館協議会などに重く受け止められ、標本散逸の防止が訴えられるようになった。2013年10月22日に林原は岡山理科大学への研究事業移管の協議が合意に至ったことを発表し、資料・画像・発掘資材などを無償で同大へ移管するとした。同年中に恐竜の全身骨格を含む標本500点が岡山理科大学へ移管され、研究者も継承された。同大は2012年に生物地球学部を、2014年に恐竜・古生物学コースを発足させ、さらにモンゴル科学アカデミー古生物学地質学研究所との研究教育協力協定を締結した。事業を引き継いだ後、2014年に林原自然科学博物館は事実上活動を停止し、2015年に解散した。

### 資料と跡地のその後
なお、標本は全てを岡山理科大学が受け継いだわけではなく、モンゴル産の標本はモンゴルへ返還された。モンゴルに返還されず岡山理科大学にも移管されなかった標本、その他資料は、以下のような国内の他の博物館に渡ることとなった。
- 神奈川県立生命の星・地球博物館 - 2013年12月に標本の寄贈を打診し、2014年1月から交渉を開始、7月に受け渡しが完了した。寄贈された標本は博物館外での教育普及活動「恐竜の玉手箱」に利用された[24]。
- 瀬戸内市 - 2014年5月27日、学校や図書館での教育に役立てるよう古生物関連書籍155冊を寄贈[25]。
- 高梁市成羽美術館 - 2015年1月にパキディスカスとディディモセラス（英語版）[注 2] の実化石それぞれ1点を寄贈。4月1日から展示された[26]。
- 倉敷市 - 2015年2月にシルル紀の無顎類、後期デボン紀の初期種子植物、三葉虫、白亜紀のアンモナイト、アーケオプテリクスのレプリカ、トリケラトプス、ティラノサウルス、ジュゴン、カバといった標本355点を寄贈。標本は倉敷市立自然史博物館に収蔵・展示された[6][27][28]。
- 福井県立恐竜博物館 - 2015年10月にアロサウルスの実骨全身骨格をはじめ林原から34点の標本を2億7000万円で購入。そのうち前述のヘスペロサウルスやエドモントニアなど20点の標本が第1弾として11月14日から2016年5月8日まで特別展示室で展示された[29][30]。アロサウルスの骨格も第1弾として特別展示された後、雪の影響で遅れたものの2018年2月に既存のレプリカと置き換えられる形で常設展示に移された[31]。

林原自然科学博物館を含む林原の施設の土地の売却についてはオークションが行われ、提示額と計画内容からイオンモールが最有力となり、2014年12月5日にイオンモール岡山が開店した。

## 主な元職員
- 石垣忍（館長）[8]
- 石井健一（館長[3]、のちに名誉館長[17]）
- 實吉玄貴[34]
- 鈴木茂[35]
- 鍔本武久[36]
- 渡部真人[34]

## 書籍
- 『モンゴル調査隊の夢』（1995年、山陽新聞社、ISBN 4-8819-7560-9）
- 『小林少年のモンゴル恐竜日記』（1999年、株式会社アス、ISBN 4-900990-19-1）
- 『恐竜研究所へようこそ』（2007年、童心社、ISBN 4-4940-1189-4）